# Andressa Soares
Andressa Soares Azevedo, mais conhecida como Mulher Melancia (Rio de Janeiro, 28 de março de 1988), é uma empresária, ex-cantora e ex-dançarina brasileira.
Foi dançarina do grupo Gaiola das Popozudas e do cantor MC Créu, onde tornou-se nacionalmente conhecida, sendo a pioneira do movimento do funk das Mulheres-fruta. Em 2016, abandonou a música para gerenciar uma importadora.

## Carreira
Andressa começou a carreira em 2004 como dançarina do grupo de funk Gaiola das Popozudas.
Em 2006, se tornou dançarina do cantor MC Créu, onde se tornou nacionalmente conhecida e ganhou o apelido de "Mulher Melancia" do radialista Tino Júnior, o qual passou a adotar como nome artístico. Com o sucesso, se tornou precursora do fenômeno do funk carioca conhecido como "Mulheres Fruta", tendo diversas outras surgidas logo após.  Durante esse período ganhou tamanha popularidade, que passou a ser convidada sozinha para programas de televisão, ser tema de TCC e artigo na Folha de S.Paulo. Suas formas atingiram até mesmo a mídia internacional, sendo tema de um artigo do site do diretor Spike Jonze e convidada como atração dos shows do ilusionista David Blaine.
Em 2008, iniciou sua carreira solo, emplacando o sucesso "Velocidade 6" e "Solteira Sim, Sozinha Nunca", realizado shows que chegaram a reunir cerca de 30 mil pessoas. "Velocidade 6" foi regravada pelo grupo cubano Merengue após a repercussão da original de Andressa na América Latina. Além disso figurou em 4 capas da revista Playboy entre 2008 e 2009, vendendo mais de um milhão de cópias.
Em 2009, fez uma série de aparições na televisão portuguesa durante sua turnê europeia.
Em 2010, foi selecionada pela editora de arte alemã Taschen para estampar uma obra que reúne os mais belos bumbuns do mundo, lançada em três idiomas: italiano, espanhol e português. No mesmo ano ingressou como participante da terceira temporada do reality show A Fazenda.
Em 2016, encerrou a carreira na música para gerenciar uma importadora.

## Vida pessoal
Entre 2012 e 2015, namorou o cantor Thiago Soares, do grupo Bom Gosto, de quem chegou ficar noiva. Em 2014, durante um breve termino com Thiago, namorou o empresário Pierre Leal por dois meses.
Em 2017, começou a namorar o jogador de futebol Michel Macedo. No ano seguinte, ficaram noivos. Juntos, tiveram Arthur em 2020.